# Distretto di Mara
Il distretto di Mara è un distretto del Perù nella provincia di Cotabambas (regione di Apurímac) con 6.141 abitanti al censimento 2007 dei quali 1.098 urbani e 5.043 rurali.
È stato istituito il 2 gennaio 1857.